# Hydrocryphaea
Hydrocryphaea là một chi rêu trong họ Neckeraceae.